# Assisi Underground
Assisi Underground (The Assisi Underground) è un film del 1985 di Alexander Ramati, tratto da un suo libro del 1978.
Il film è stato girato fra Assisi e Perugia, dove è ambientato. Uno dei protagonisti della vicenda, don Aldo Brunacci, ha collaborato al film come consulente storico.
Il film, trasmesso inizialmente dalla Rai il 17 e 18 novembre 1985 e anche dalla televisione statunitense   come sceneggiato tv in due puntate per una durata di circa 180, e poi distribuito nella versione da 115 nelle sale, ha ricevuto alcune critiche negative. Il Mereghetti, ad esempio, parla di "un dramma edulcorato e troppo romanzato".

## Trama
Nel 1943 su incarico del vescovo di Assisi Giuseppe Placido Nicolini, padre Rufino Niccacci riesce a salvare un gruppo di ebrei italiani dalle deportazioni. Per un certo periodo riesce a nasconderli fra le suore di clausura, nonostante l'iniziale opposizione prudenziale di madre Giuseppina.